# Justin Dentmon
Justin Lorenzo Dentmon (ur. 5 września 1985 w Carbondale) – amerykański koszykarz, występujący na pozycji rozgrywającego, obecnie zawodnik Mets de Guaynabo.
14 kwietnia 2019 porozumiał się w sprawie umowy z Bejrut Club.
31 października 2019 dołączył do francuskiego Élan Béarnais.
22 lipca 2020 został zawodnikiem duńskiego Bakken Bears.

## Osiągnięcia
Stan na 20 listopada 2021, na podstawie, o ile nie zaznaczono inaczej.
NCAA
- Uczestnik:
  - rozgrywek NCAA Sweet Sixteen (2006)
  - meczu gwiazd NCAA – Reese's College All-Star Game (2017)
- Największy Postęp Konferencji Pac-12 (2009)
- Zaliczony do:
  - I składu:
    - Pac-10 (2009)
    - najlepszych pierwszorocznych zawodników Pac-12 (2006)

Drużynowe
- Mistrz:
  - D-League (2012)
  - Litwy (2014)
  - Chin (2016)
- Wicemistrz Portoryko (2021)[6]
- 3. miejsce w Pucharze Litwy (2014)

Indywidualne
- MVP:
  - Sezonu zasadniczego D-League (2012)
  - litewskiego All-Star Game (2014)
  - miesiąca D-League (styczeń 2012)
  - tygodnia:
    - Euroligi (5., 6. i 14. TOP 16 – 2013/14)
    - D-League (17.02.2012)
- 2-krotny uczestnik meczu gwiazd D-League (2012, 2013)
- Uczestnik litewskiego meczu gwiazd (2014)
- Zaliczony do:
  - I składu D-League (2012)
  - All D-League Honorable Mention (2011, 2013)
- Lider strzelców:
  - Ligi Mistrzów (2019)
  - ligi izraelskiej (2010)
  - D-League (2013)
- Uczestnik konkursu rzutów za 3 punkty: 
  - turnieju D-League Showcase (2013)
  - D-League podczas weekendu gwiazd (2013)

Reprezentacja
- Brązowy medalista Igrzysk panamerykańskich (2011)[7]